# Nonogouchi Ryuho
Nonogouchi Ryūho (野々口立圃), né en 1595 à Kyōto et mort en 1669, est un peintre et poète japonais.
Étudiant de Kanō Tannyū, il écrit dans le genre haïku et plus tard haiga. Il est le fondateur présumé de l’art du haiga. 